# Walter Perkins
Walter Perkins (Chicago, 10 februari 1932 - Queens, 14 februari 2004) was een Amerikaanse jazzdrummer.

## Biografie
Perkins studeerde in 1949 bij Oliver Coleman, werkte daarna in clubs en was in 1956/1957 lid van het Ahmad Jamal Trio. Van 1958 tot 1962 had hij zijn eigen formatie Modern Jazz Trio Plus Three (M.J.T+3) met de altsaxofonist Frank Strozier, de trompettist Willie Thomas, de bassist Bob Cranshaw en de jonge pianist Muhal Richard Abrams resp. Harold Mabern. Deze formatie nam voor Vee-Jay Records een album op en bestond tot 1962. Cranshaw en Perkins waren bovendien lid van de begeleidingsband van de zangeres Carmen McRae en namen met haar in 1961 het album Carmen McRae Sings Lover Man and Other Billie Holiday Classics op.
Perkins speelde in 1962 met Sonny Rollins en was daarna als begeleider werkzaam voor Carmen McRae (1962/1963), Art Farmer, Teddy Wilson, Clark Terry, Billy Taylor, Lucky Thompson, Al Cohn/Zoot Sims (1981) en Perry Robinson. Tijdens de jaren 1980 nam Perkins deel aan de oprichting van het New Yorkse Music For Young Adolescent-programma.

## Overlijden
Walter Perkins overleed in februari 2004 op 72-jarige leeftijd.

## Discografie
- 1960: M.J.T.+3: Make Everybody Happy (Vee-Jay Records)
- 2000: M.J.T.+3: Message From Walton Street, 1960 (Koch Jazz Records)